# Nolay (Nièvre)
Nolay település Franciaországban, Nièvre megyében. Lakosainak száma 346 fő (2022. január 1.). Nolay Prémery, Lurcy-le-Bourg, Poiseux, Saint-Benin-des-Bois, Saint-Sulpice, Sichamps és Vaux d’Amognes községekkel határos.

## Népesség
A település népességének változása:
| Lakosok száma | 365  | 366  | 357  | 352  | 347  | 344  | 340  | 346  |
|               | 2013 | 2015 | 2017 | 2018 | 2019 | 2020 | 2021 | 2022 |